# Гебхард (Лангау)
Гебхард (на немски: Gebhard; † 879) е граф в Нидерлангау (Долен Лангау) през 832 – 879 г. и родоначалник на род Конрадини.

## Произход и управление
Гебхард е син на Одо Орлеански († 834, граф на Орлеан 828 – 834) от род Удалрихинги, и Ингелтруда от Фезенсак от род Матфриди. Брат е на Ирментруда Орлеанска († 869), която през декември 842 г. се омъжва за император Карл II Плешиви (Каролинги).
Гебхард е верен последовател на император Лудвиг Благочестиви. През януари 834 г. Лудвиг II Немски го изпраща да занесе послание до баща му в Аахен, но заради охраната не успява. През 839 г. Лудвиг Благочестиви го изпраща да участва в преговорите в Блоа със сина му Лотар I.
През 845 г. Гебхард подарява манастира Св. Северус в Кетенбах/Гемюнден във Вестервалд, в който влиза през 879 г.

## Фамилия
Гебхард е женен за сестра на граф Ернст († 865) от Нордгау и има четирима сина:
- Удо (830 – 879), граф в Лангау 860/879
- Валдо, 868/879 игумен на манастир Св. Максимин в Трир
- Бертхолд († 10 февруари 883), архиепископ на Трир (869 – 883)
- Беренгар († сл. 879), маркграф на Неустрия 861 – 865, 876 граф в Хесенгау